# Ashared-apil-Ekur
Ashared-apil-Ekur fut roi d'Assyrie de 1077 à 1075 av. J.-C. Il succéda à son père Téglath-Phalasar Ier pour un court règne qui fut suivi par celui de son frère Assur-Bel-Kala,.